# Арнульф I Фландрський
Арнульф (Арнуль) I Великий (фр. Arnoul le Grand, 885/889 — 27 березня 965, похований — Сен-П'єр, Гент) — 3-й граф Фландрії в 918—958 та 962—965 роках, старший син графа Фландрії Бодуена II і Ефріди Уессекської, дочки Альфреда Великого. Походив з Першого Фландрського дому.

## Біографія
Арнульф I успадкував батькові в 918 році, продовживши політику свого батька, спрямовану на зміцнення і розширення Фландрського графства. На початку свого правління граф Фландрії підтримував короля Західно-Франкської держави Карла III Простуватого і в 923 році брав участь на його стороні в битві при Суассоні. Потім він прийняв сторону герцога Бургундії Рауля проти герцога Нормандії Роллона. В 931 році, прагнучи розширити свої володіння, граф Арнульф придбав замок Мортань, що розташовувався в Турне, а в 932—933 роках остаточно опанував Аррасом. Після того, як в 933 році помер його брат, граф Булонський Адалульф, він приєднав до своїх володінь багате абатство Сент-Бертен. Після 941 року до графства Фландрія було приєднане місто Дуе.
Однак на шляху подальших завоювань графа Арнульфа I встало герцогство Нормандія, що перегороджувало йому на річці Канш дорогу на південь. Він намагався всіма існуючими в його розпорядженні засобами знищити цього суперника. Для цього Арнульф уклав союз проти герцога Нормандії Вільгельма I з королями Людовиком IV Заморським і Лотарем, а 17 грудня 942 року граф Фландрії наказав вбити герцога Вільгельма під час зустрічі в Пікіньї. Після цього вбивства в запеклій боротьбі між Фландрією та Нормандією обидві сторони виявилися однаково сильними і їм не вдалося здолати один одного.
Одним з останніх великих придбань Арнульфа I стало місто Монтрей-сюр-Мер, отримане ним в 948 році. В середині X століття граф Фландрії був одним з наймогутніших і багатих феодалів свого часу. Він присвоїв собі титул маркграфа, яким користувалися його наступники аж до початку XII століття.
В 958 році Арнульф відмовився від влади на користь свого сина Бодуена (Балдуїна) III Молодого (бл. 940 — 962), але той в 962 році несподівано помер, після чого Арнульф повернувся знову до влади. Арнульф був убитий в 965 році прихильниками убитого їм раніш Вільгельма I Нормандського. Йому успадковував малолітній син Бодуена III, Арнульф II (961/962 — 988).

## Родина
Дружина (з 934) —  Адель де Вермандуа (бл.915 — 960), донька графа Герберта II де Вермандуа та Аделі Паризької.
Діти:
- Хільдегарда (934—990) — чоловік: з бл. 943 Дірк (Дітріх) II (930—988), граф Західної Фризії (Голландії).
- Екберт (937—957).
- Лієгарда (938—964) — чоловік: з 950 Віхман II (пом.973/983), граф Хамаланда та Ганда.
- Бодуен (Балдуїн) III Юний (бл. 940—962) — граф Фландрії з 958.
- Ельфруда — чоловік: з 964 Зігфрід (пом.965), граф де Гін.